# Albert Hänel
Pour les articles homonymes, voir Hänel.
 (mai 2023).
Si vous disposez d'ouvrages ou d'articles de référence ou si vous connaissez des sites web de qualité traitant du thème abordé ici, merci de compléter l'article en donnant les références utiles à sa vérifiabilité et en les liant à la section « Notes et références ».
Albert Hänel, né le 10 juin 1833 à Leipzig et mort le 12 mai 1918 à Kiel, est un juriste, professeur de droit constitutionnel et homme politique libéral allemand (Parti progressiste allemand, Union radicale).

## Biographie
Il est le fils du professeur de médecine Albert Friedrich Hänel, le neveu de l'historien du droit Gustav Friedrich Hänel (de). Il grandit à Vienne et à Leipzig avec son beau-père Heinrich Laube. Après avoir été à la Thomasschule zu Leipzig, il étudie dans les universités de Leipzig, de Vienne et de Heidelberg.
Il obtient un doctorat en 1857. L'année suivante, il obtient son habilitation et est nommé privat-docent. Il a comme professeur Robert von Mohl et Karl Georg von Wächter (de). En 1860, il est nommé professeur à l'université de Königsberg puis en 1863 à Kiel. En 1892, il devient recteur.
En plus de l'enseignement, Albert Hänel s'engage en politique, d'abord comme membre du Parti libéral de Schleswig-Holstein qu'il quitte après l'annexion des duchés de Schleswig et de Holstein par le royaume de Prusse. Avec des amis, il fonde un parti libéral qui est élu à la Chambre des représentants de Prusse et au Reichstag de la Confédération de l'Allemagne du Nord. En tant que membre du Parti progressiste allemand, il est élu au Reichstag de l'Empire allemand dont il devient le vice-président. Ensuite, avec le Parti radical allemand, qui voit le jour en 1884 par la fusion d'avec l'Union libérale, il s'oppose au chef du parti Eugen Richter sur la question du rapprochement avec le Parti national-libéral que Richter refuse. Lorsque le Parti progressiste allemand se dissout en 1893, Hänel n'adhère pas au Parti populaire radical mais s'associe avec Heinrich Rickert (de) et Theodor Barth (de) au sein de l'Union radicale.
En 1880, à sa demande, la pétition antisémite est débattue à la Chambre des députés prussienne.
Lors de l'inauguration de la mairie de Kiel en novembre 1911, Albert Hänel est fait citoyen d'honneur de la ville. Il meurt quelques semaines après. Il était marié avec Bertha von Hoßtrup, une fille de Gerhard von Hoßtrup (de).